# Скворцов, Григорий Григорьевич
Григорий Григорьевич Скворцов (30.09.1900 — 07.02.1940) — советский военнослужащий, Герой Советского Союза, командир 138-го мото-кавалерийского полка 25-й мотокавалерийской дивизии 15-й армии, полковник. Герой Советского Союза.

## Биография

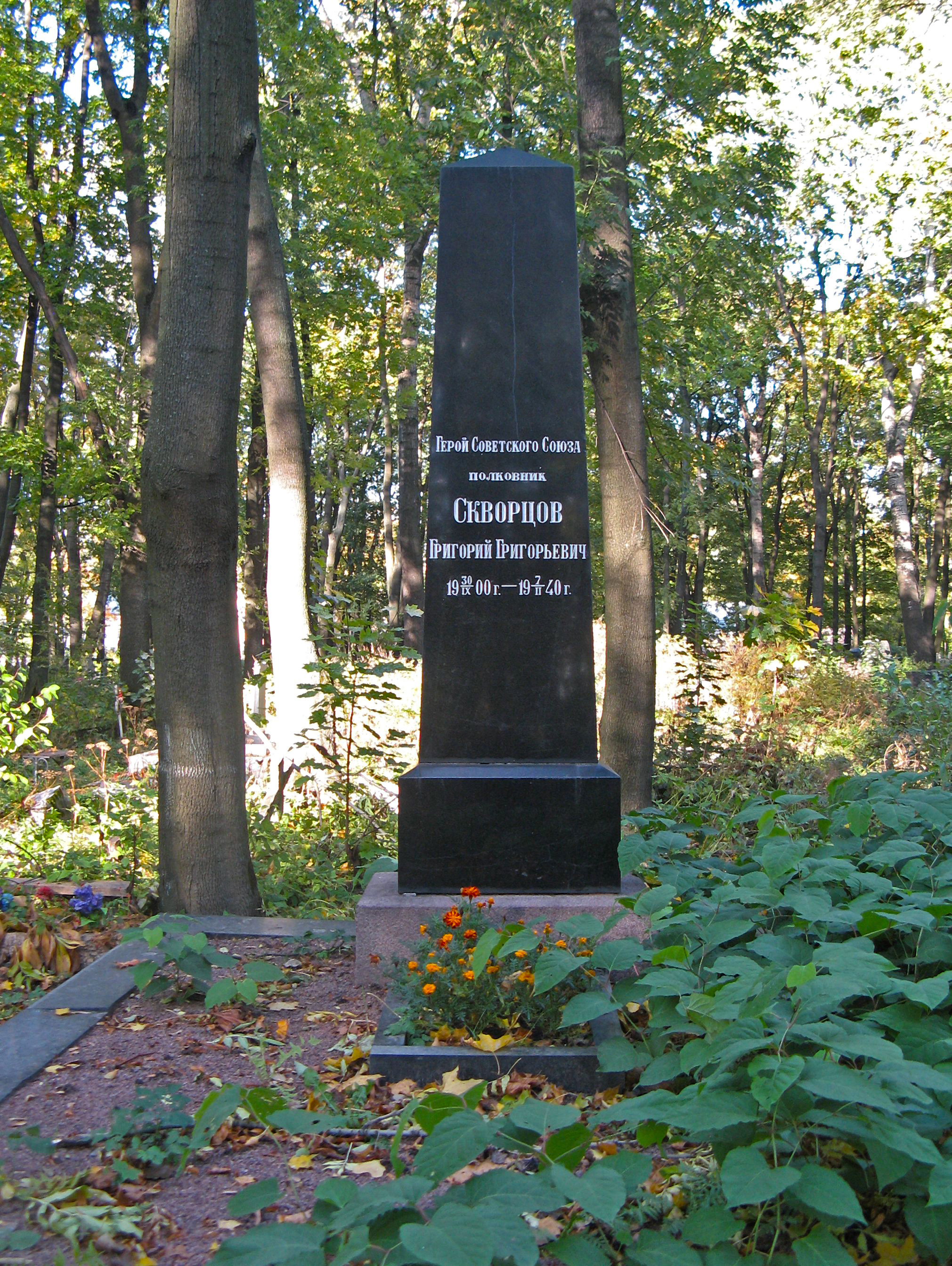
Могила Г. Г. Скворцова на Волковском лютеранском кладбище

Родился 30 сентября 1900 года в городе Пскове. Учился в Псковском реальном училище. Член ВКП(б) с 1920 года. Образование неполное среднее. Работал сапожником.
В Красной Армии с 1918 года. Участник Гражданской войны. В 1920 году окончил кавалерийские курсы, а в 1932 году — Военную академию имени М. В. Фрунзе. Участник советско-финской войны 1939—1940 годов.
В период с 4 по 7 февраля 1940 года полк, под командованием полковника Г. Г. Скворцова, нанёс противнику значительный урон. Заняв тактически важную высоту на выборгском направлении, полк своими действиями обеспечил успешное наступление дивизии.
Находясь в боевых порядках полка, полковник Г. Г. Скворцов руководил действиями личного состава в бою в районе озера Ниет-Ярви. В ходе боя были уничтожены десятки солдат и офицеров противника, подавлены все огневые точки и взорваны несколько ДОТов.
Погиб в бою 7 февраля 1940 года. Похоронен в Санкт-Петербурге на Волковском лютеранском кладбище.
Указом Президиума Верховного Совета СССР от 21 мая 1940 года за образцовое выполнение боевых заданий командования на фронте борьбы с финской белогвардейщиной и проявленные при этом отвагу и геройство полковнику Скворцову Григорию Григорьевичу присвоено звание Героя Советского Союза.
Награждён орденом Ленина, Красного Знамени, Красной Звезды, медалью.